# Kileab
Kileab (ur. po 1010 p.n.e. w Hebronie) – królewicz izraelski, drugi syn Dawida. Jego matką była Abigail.
Urodził się, gdy jego ojciec panował w Hebronie, czyli przypuszczalnie między 1010 p.n.e. a 1003 p.n.e., jednak chronologia panowania Dawida – a co za tym idzie data narodzin Kileaba – pozostaje dyskusyjna.
Źródła biblijne nie przekazały więcej informacji na temat tego syna Dawida.